# Dendrobium leptocladum
Dendrobium leptocladum är en orkidéart som beskrevs av Bunzo Hayata. Dendrobium leptocladum ingår i släktet Dendrobium, och familjen orkidéer. IUCN kategoriserar arten globalt som starkt hotad. Inga underarter finns listade i Catalogue of Life.